# قسم روتلي

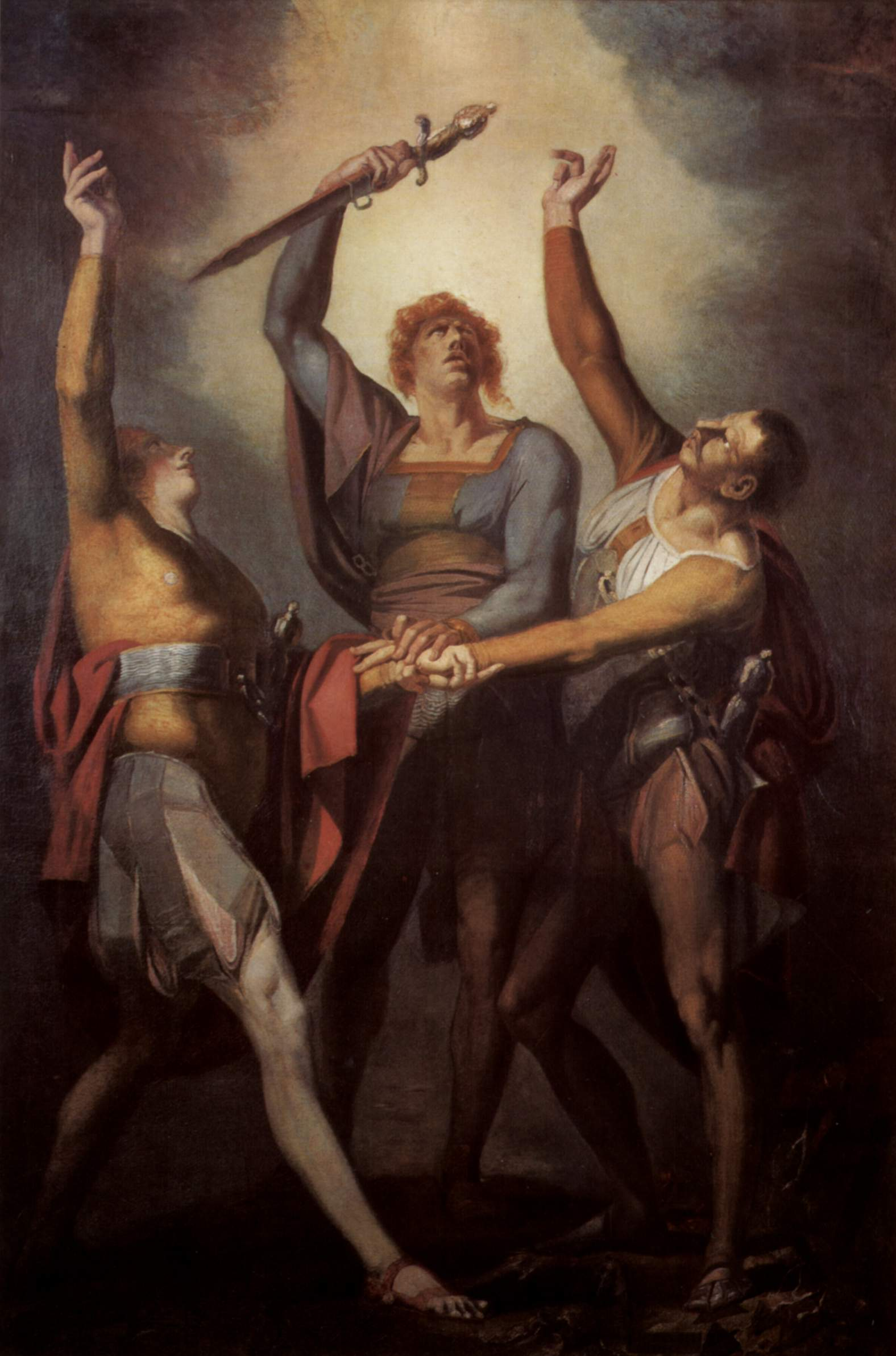
قسم على روتلي، هنري فوسيلي، 1780

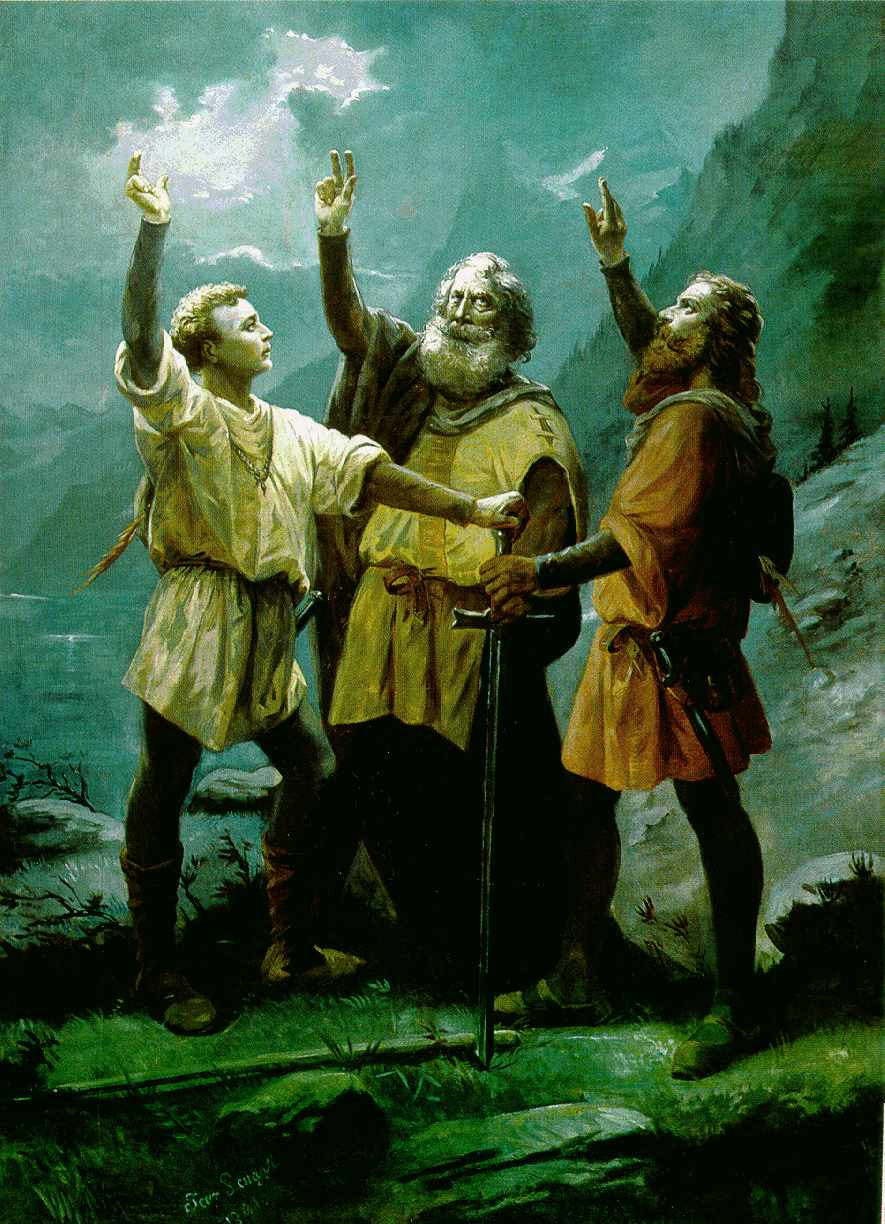
جان رينجلي (1891)

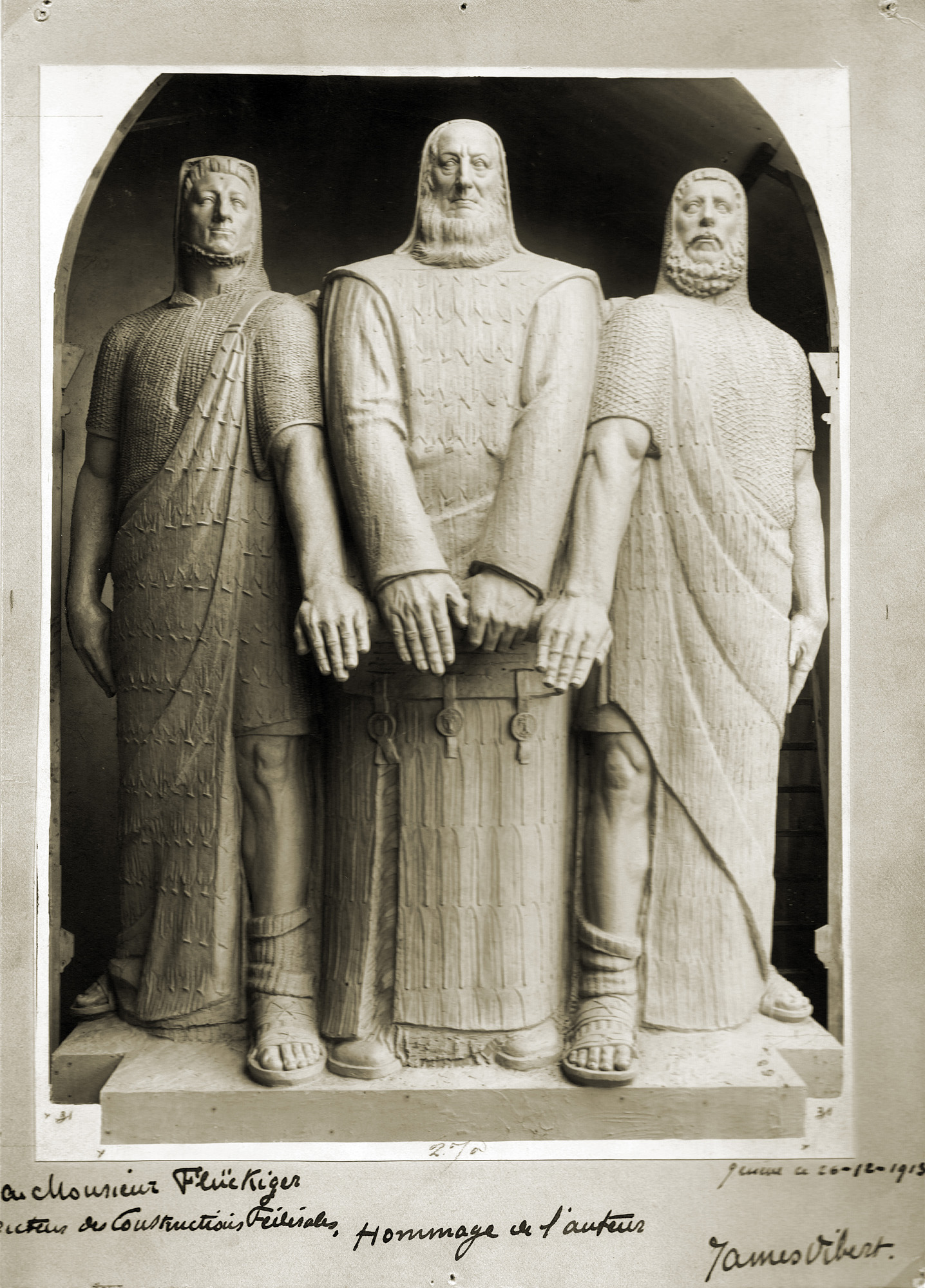
جيمس فيبرت (1913)

قسم روتلي (الألمانية: Rütlischwur) هو القسم الأسطوري الذي أُديَ عند تأسيس الاتحاد السويسري القديم (يُرجَّح تاريخه تقليديًا إلى عام 1307) من قِبَل ممثلي الكانتونات الثلاثة المؤسسة، أوري وشفيتس وأونترفالدن. سُمِّيَ بهذا الاسم نسبةً إلى موقع أداء القسم، وهو روتلي، وهو مرجٌ يطل على بحيرة أوري بالقرب من سيليسبيرج. سُجِّلَ هذا القسم في التأريخ السويسري منذ القرن الخامس عشر، وبرزَ بشكلٍ ملحوظ في مسرحية "ويليام تيل" التي كتبها فريدريش شيلر في القرن التاسع عشر.

## التأريخ السويسري المبكر
ذٌكر قسم روتلي لأول مرة في الكتاب الأبيض لسارنين (المكتوب عام 1470، استنادًا إلى مصدر مؤرخ حوالي عام 1420).  يذكر المصدر الموجود في الكتاب الأبيض لسارنين كيف أمر بيرينجر فون لاندنبرغ، حاكم أونترفالدن، بمصادرة الثيران من المزارع في ميلكي (ساكسلن). هاجم ابن المزارع خدم رئيس البلدية وهرب إلى أوري، فأصيب والده بالعمى انتقامًا. بعد ذلك بقليل، قُتل رئيس البلدية وولفنشيسن على يد كونراد فون بومغارتن من ألتزيلن لمحاولته اغتصاب زوجته. وتعرض فيرنر شتوفاشر من شفيتس للتهديد من قبل رئيس البلدية جيسلر لأنه تجرأ على بناء منزل حجري. هرب شتوفاشر أيضًا إلى أوري، وبإلهام من زوجته غيرترود شتوفاشر، عقد حلفًا سريًا ضد رئيس البلدية. تتبع هذه الرواية قصة ويليام تيل وبورجينبروخ، ثم قسم روتلي نفسه، الذي أداه والتر فورست من أوري، وفيرنر شتوفاشر من شفيتس، وأرنولد فون ميلشتال من أونترفالدن. يذكر كتاب "تيلينليد" (حوالي عام 1477) فيلهلم تيل بأنه "أول من أقسم اليمين" (der erste Eydgnoss). استُبدل فورست بتل في مسرحية أوري (1512) في دور من أقسم اليمين نيابةً عن أوري. صوّر جاكوب ستامبفر مشهد القسم على عملة البوندستالر (حوالي عام 1546). يُرجع نقش العملة المعدنية الحدث إلى عام 1296، ويُذكر أن من أقسموا اليمين الثلاثة هم فيلهلم تيل فون أوري، وستوفاشر فون شفيتس، وإرني فون أندرفالدن.
أصبح تقرير "كرونيكون هيلفيتيكوم" لإيجيديوس تشودي (حوالي عام 1570) الشكلَ المعتمد في التأريخ السويسري. يحتفظ تشودي بأسماء القائمين باليمين الثلاثة (إيدجينوسن) المذكورين سابقًا في الكتاب الأبيض لسارنين (1470): فيرنر شتوفاشر عن شفيتس، وفالتر فورست عن أوري، وأرنولد من ميلشتال عن أونترفالدن.
اندمجت شخصياتُ مُؤدِّي القسم الثلاثة، أو "الإيدجينوسن"، خلال القرن السادس عشر مع أسطورة ويليام تيل، وأصبحت تُعرف باسم "الثلاثة تيل". وقد لعبت تجسيداتُهم بالأزياء التاريخية دورًا هامًا خلال حرب القرويين السويسريين عام 1653. ويُرجِّح تشودي أن تاريخ الحدث يعود إلى 8 نوفمبر 1307. 

## السياق التاريخي
إن تاريخية القسم، وبشكل أكثر تحديدًا روتلي كموقع للقسم، غير مؤكدة خارج الرواية الواردة في الكتاب الأبيض لسارنين، والذي يعود تاريخه إلى حوالي قرن من الزمان بعد الحدث المزعوم. وبالتالي، فإن تاريخية الحدث غير قابلة للتحقق، ولكنها ليست غير معقولة، حيث أن تاريخ 1307 الذي قدمه تشودي يقع ضمن فترة معاهدات مماثلة بين الكانتونات، بما في ذلك الميثاق الاتحادي لعام 1291، واتفاقية برونين لعام 1315، واتفاقية أوري وأورسيرين لعام 1317. التاريخ التقليدي لعام 1307 لأول "مؤامرة" بين الكانتونات المؤسسة الثلاثة أصبح معقولاً من خلال الاقتراح الذي قدمه روجر سابلونير (2008) بأن الميثاق الاتحادي لعام "1291" ربما يكون أقدم قليلاً، ويجب وضعه في سياق وراثة الأراضي في شفيتس من قبل فيرنر فون هومبيرج عام 1309. الاتفاقيات اللاحقة ذات الطبيعة المماثلة، والتي تعكس النمو المبكر للاتحاد السويسري القديم، هي تلك التي عقدت مع لوسيرن عام 1332، وثورة نقابة زيورخ عام 1336. السياق الأوسع هو سياق الحركة الطائفية في أوروبا في العصور الوسطى، والتي قوبلت بمرسوم ذهبي إمبراطوري عام 1356. تصاعد هذا الصراع، في الحالة السويسرية، في معركة سيمباخ عام 1386.

## استقبال حديث
في مسرحية فريدريش شيلر ويليام تيل، المكتوبة عام 1804، يحدث هذا القسم للرجال الثلاثة المذكورين في منزل والتر فورست في ألتدورف ويتألف أساسًا من وعد بالالتقاء مرة أخرى في 1 أغسطس في مرج روتلي وإحضار رجال بارزين وشجعان من الكانتونات الثلاثة معهم للاتفاق على خطة عمل مشتركة. ومن أبرز ممثلي أونترفالدن كان كونراد بومغارتن، وهو رجل حر وثري قتل، في مسكنه، شريف هابسبورغ المحلي وولفنشيسن بفأس دفاعًا عن زوجته إيتا بومغارتن ضد تعدي الشريف ومحاولاته غير اللائقة للاقتراب منها. ومن ناحية أخرى، رفض ويليام تيل الدعوة للحضور إلى روتلي لأنه كان يعتقد أن القوي سيتصرف بمفرده وكان متشككًا في أي إجراءات مشتركة.
إن رؤساء الكانتونات الثلاثة (لاندامانر) في أوري وشفيتس وأونترفالدن الذين مثلهم شيللر في تل وهم يؤدون القسم هم أولئك الذين شغلوا مناصبهم تاريخيًا في عام 1291، فيرنر فون أتينغهاوزن عن أوري، وكونراد أب يبرغ عن شفيتس،  وكونراد باومغارتن عن أونترفالدن.

### الأهمية في الهوية الوطنية السويسرية

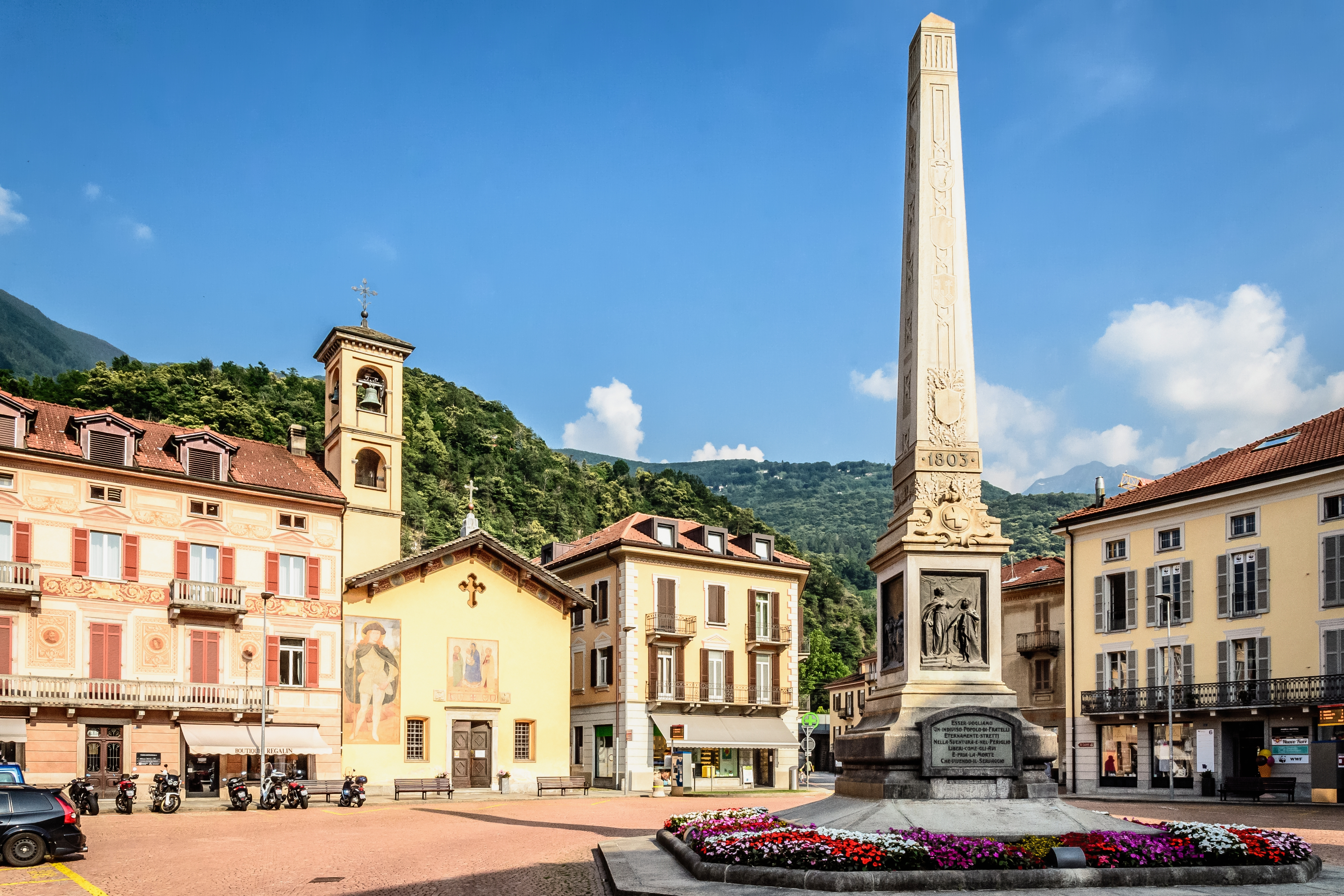
مسلة بيلينزونا التذكارية التي تحمل قسم روتلي

أدى بناء سويسرا كدولة اتحادية في النصف الأول من القرن التاسع عشر (1803-1848) إلى إحياء رموز فترة نمو الاتحاد السويسري القديم في أواخر العصور الوسطى، بما في ذلك أساطير ويليام تيل وأرنولد وينكلريد وقسم روتلي.  كان للأغاني الوطنية مثل سيمباشرليد وكذلك مسرحية شيلر مكانة مهمة، وأصبحت مسابقات الرماية أو تير رمزًا مهمًا للقضية المشتركة والاستعداد العسكري للاتحاد. بعد إنشاء الدولة الفيدرالية، ارتبط قسم روتلي بالميثاق الفيدرالي السويسري، وهي وثيقة يرجع تاريخها إلى عام 1291. لم يكن هذا الاختيار مباشرًا، لأنه تعارض مع تاريخ تشودي لعام 1307، ويمكن للمؤرخين أحصاء ما مجموعه 82 وثيقة مماثلة للفترة من 1251 إلى 1386. كان الدافع وراء هذا القرار عمليًا، إذ كانت العاصمة السويسرية الحديثة برن ستحتفل عام 1891 بالذكرى السنوية السبعمائة لتأسيس المدينة، وكان من المناسب تحديد الذكرى السنوية الستمائة للاتحاد الكونفدرالي في العام نفسه. في وسط سويسرا، على وجه الخصوص، استُاء من إعادة تأريخ الحدث بشكل انتهازي، وظلّ قسم روتلي يُؤرخ لعام 1307 حتى أواخر القرن العشرين. وبناءً على ذلك، احتُفل بالذكرى الستمائة للاتحاد مرة أخرى عام 1907، وهذه المرة في ألتدورف.
لم يرتبط تاريخ 1291 عالميًا بقسم روتلي إلا بعد الاحتفال بالذكرى الـ 650 عام 1941، والتي تُعتبر رمزًا مهمًا لاستقلال سويسرا في زمن الحرب. يُصادف العيد الوطني السويسري في الأول من أغسطس تاريخ الميثاق الاتحادي (المؤرخ ببداية أغسطس 1291)، وبالتالي تاريخ قسم روتلي. وبعد تصويت عام في 26 سبتمبر 1993، أصبح الأول من أغسطس عطلة وطنية رسمية منذ عام 1994.
يعود اسم الاتحاد السويسري "Eidgenossenschaft" إلى رفاق القسم الأسطوريين.